# Микседема
Микседе́ма («слизистый отек», от греч. μύξα — слизь + греч. οἴδημα — отек, опухоль) — заболевание, обусловленное недостаточным обеспечением органов и тканей гормонами щитовидной железы. Рассматривается как крайняя, клинически выраженная форма гипотиреоза. Вследствие нарушения белкового обмена органы и ткани становятся отёчными. В межклеточной жидкости и крови уменьшается содержание  альбуминов, а в ткани возрастает уровень муцина и гиалуроновой кислоты. Онкотическое давление тканевой жидкости (массы цитозоля) повышается, в сравнении с онкотическим давлением крови, вследствие чего жидкость задерживается в тканях, вызывая отёки. Основной обмен при микседеме падает на 30—40 %.

## Этиология
Заболевание развивается вследствие воспалительных, аутоиммунных и опухолевых поражений щитовидной железы, после операций на щитовидной железе, введения радиоактивного йода, при нарушениях гипоталамо-гипофизарной системы, недостатка гормонов щитовидной железы — тироксина и трийодтиронина.

## Патогенез
Универсальным изменением, которое обнаруживается при тяжелом гипотиреозе, является муцинозный отёк (микседема), наиболее выраженный в соединительнотканных структурах. Микседема развивается вследствие избыточного скопления в интерстициальных тканях гиалуроновой кислоты и других гликозаминогликанов, которые в силу своей гидрофильности задерживают избыток воды.

## Клиническая картина
У больного отмечается сонливость, сухость и бледность кожи, отёчность лица и конечностей, ломкость и выпадение волос. Часто отмечается гипотермия, брадикардия, снижение АД. В крови повышено содержание холестерина липопротеидов, выявляется гипохромная анемия. При биохимическом  исследовании выявляется патологический низкий профиль гормонов щитовидной железы в сыворотке крови. Снижение поглощения радиоактивного йода щитовидной железой.
Микседематозное лицо: оно равномерно заплывшее, с наличием слизистого отёка, глазные щели уменьшены, контуры лица сглажены, волосы на наружных половинах бровей отсутствуют, а наличие румянца на бледном фоне напоминает лицо куклы.

## Диагностика
Диагноз ставят на основании объективных данных и данных обследования.

## Лечение
Заместительная терапия тиреоидными гормонами (тиреоидин, лево-тироксин, трийодтиронин), симптоматическая терапия.